# Южнойеменский диалект арабского языка
Южнойеменский диалект арабского языка (араб. اللهجة التعزية — العدنية‎) — один из йеменских диалектов, относящийся к южноаравийской подгруппе восточной группы диалектов арабского языка.
«Южнойеменским» принято называть таизско-аденский диалект (англ. Ta'izzi-Adeni Arabic) южных районов Йемена. Общее количество носителей южнойеменского диалекта составляет 7 078 500 человек, из них 6 760 000 проживают непосредственно в Йемене (1996).
Лексика южнойеменского диалекта восходит к общеарабскому словарному фонду и во многом совпадает с другими арабскими диалектами. Из говоров южнойеменского арабского языка особо выделяется аденский диалект с обилием заимствований из языков хинди, урду, суахили и англо-индийского жаргона.